# Micandra comae
Micandra comae is een vlinder uit de familie van de Lycaenidae. De wetenschappelijke naam van de soort werd als Thecla comae in 1907 gepubliceerd door Hamilton Herbert Druce.